# Allen (Río Negro)
Allen és una ciutat i municipi al departament General Roca, província de Río Negro, Argentina. Es troba en la línia de ciutats de l'Alto Valle, a l'oest de General Roca. Per la seva població és una de les ciutats mitjanes de la vall i és la 6a ciutat més poblada de província amb 22.859 habitants al cens del 2010. La superfície del municipi és de 128,26 km².
És la seu de la Festa Nacional de la Pera, per la qual cosa la localitat és la Capital Nacional de la Pera. Per la competència ciclista Vuelta al Valle, és coneguda regionalment com la Capital del Ciclisme.

## Toponímia
La primera referència que apareix en les cròniques de la Conquesta del Desert sobre el lloc on està la localitat parla d'una llacuna anomenada Huiaque Nelo pels antics habitants. Aquesta veu significaria "té sauces", o "el que té la llança" o "que té forma de llança".
Quan es va inaugurar l'estació de ferrocarril se li va donar com a nom el cognom de Henry Charles Allen, un anglès que treballava en la companyia Ferrocarril del Sud des de 1883. En 1894 se li assigna a Allen, que ja era secretari gerent del directori de l'empresa, una missió en el Riu de la Plata per fer un estudi del sistema ferroviari. L'empresa estava interessada en un branc fins a Neuquén. Per a aquest informe, Allen visita el país en 1899. La seva segona visita fou el 1924. Allen ja era el president del directori de l'empresa i visita la vall riunegrina i Neuquén. La visita a l'estació que porta el seu nom es realitza per curt temps, però suficient per a una xerrada amb Piñeiro Sorondo.

## Símbols
L'escut de la ciutat va ser realitzat per Margarita Keil en el marc d'un concurs convocat per la municipalitat per a aquest fi en 1974. Mostra dos elements vinculats amb l'economia de la ciutat de mitjan segle XX: una vagoneta amb guix i una pomera amb fruits.

## Geografia
Les coordenades geogràfiques del centre de la ciutat són 38° 59′ 40″ S, 67° 49′ 40″ O / 38.99444°S,67.82778°O 38° 59′ 40″ S, 67° 49′ 40″ O / 38.99444°S,67.82778°O / 38° 59′ 40″ S, 67° 49′ 40″ O / 38.99444°S,67.82778°O, 38° 59′ 40″ S, 67° 49′ 40″ O / 38.99444°S,67.82778°O

### Demografia
El municipi d'Allen té 11 aglomeracions de població: l'aglomeració principal (ciutat d'Allen) i 10 barris rurals, 3 més que en el cens 2001. A més existeix un percentatge important de població dispersa.
Els resultats definitius del cens 2010 van donar que el municipi posseeix 27.433 habitants. Aquesta dada inclou els barris rurals allunyats de l'aglomeració principal. La taxa de creixement demogràfic resultant és 0,56%.
A continuació es mostra una taula amb els resultats d'aquest cens:
| Unitat                   | Habitatges | Població | Població | Població |
| Unitat                   | Habitatges | Total    | Homes    | Dones    |
| Total Municipi           | 9236       | 27443    | 13603    | 13840    |
| Allen                    | 7652       | 22859    | 11161    | 11698    |
| Barrio Costa Oeste       | 253        | 834      | 441      | 393      |
| Barrio Costa Este        | 81         | 267      | 134      | 133      |
| Barri Frontera           | 30         | 69       | 41       | 28       |
| Barrio Blanco            | 20         | 61       | 29       | 32       |
| Barrio Calle Ciega Nº 10 | 11         | 52       | 24       | 28       |
| Barrio Guerrico          | 12         | 52       | 25       | 27       |
| Barrio El Maruchito      | 16         | 51       | 23       | 28       |
| Barrio La Herradura      | 17         | 44       | 24       | 28       |
| Barrio Emergente         | 17         | 44       | 24       | 20       |
| Barrio Calle Ciega Nº 6  | 9          | 23       | 12       | 11       |
| Població Dispersa        | 1118       | 3082     | 1668     | 1414     |

### Evolució de la població
En la taula següent es mostra la població total segons els tres censos anteriors i la taxa de creixement anual.
| Unitat            | Població total | Població total | Població total | Taxa de creixement anual (%) | Taxa de creixement anual (%) | Taxa de creixement anual (%) |
| Unitat            | 2001           | 1991           | 1980           | 01-10                        | 91-01                        | 80-91                        |
| Total Municipi    | 26083          | 24752          | 19629          | 0.6                          | 0.5                          | 2.1                          |
| Agl Allen         | 20733          | 18774          | 14050          | 1.1                          | 0.9                          | 2.7                          |
| Agl Costa Oest    | 716            | 409            | 1.7            | 5.5                          |                              |                              |
| Població dispersa | 4106           | 5569           | 5579           | (-3.2)                       | (-2.9)                       | 0.0                          |